# Pharos
Pharos – jedyny nazwany krater znajdujący się na powierzchni Proteusza, księżyca Neptuna.
Decyzją Międzynarodowej Unii Astronomicznej w 1994 roku został nazwany od wyspy Faros skąd swoją władzę sprawował Proteusz.